# Cầu Poniatowski
52°14′10″B 21°02′30″Đ / 52,23611°B 21,04167°Đ
Cầu Poniatowski (tiếng Ba Lan: Most Poniatowskiego) là một cây cầu ở Warszawa, Ba Lan. Được xây dựng lần đầu từ năm 1904 đến 1914, nó đã bị hư hại và được xây dựng lại sau mỗi cuộc Thế chiến. Nó bắc qua sông Vistula, nối các quận Powiśle và Praga của Warszawa. Cầu cạn của nó là một phần mở rộng của Đại lộ Jerusalem, một con đường chính của Warszawa.

## Lịch sử
Cầu thép dài 506 m, gồm tám nhịp, được thiết kế bởi Stefan Szyller. Việc xây dựng, bắt đầu vào năm 1904, được thực hiện bởi công ty K. Rudzki i S-ka và được giám sát bởi các kỹ sư Mieczysław Marszewski và Wacław Paszkowski. Kazimierz Ołdakowski là một kỹ sư khác làm việc trên cây cầu, trước khi ông tiếp quản vị trí lãnh đạo của Fabryka Broni. Mặc dù bị nhiều người coi là ngông cuồng (những người phản đối việc xây dựng cây cầu này bao gồm cả thị trưởng Warszawa và nhà văn Bolesław Prus), nó đã được khai mạc vào ngày 6 tháng 1 năm 1914, bởi Toàn quyền Nga, Georgi Skalon, là cây cầu thứ ba của Warszawa. Vì thế nó được cư dân của thành phố mệnh danh là "cây cầu thứ ba" (Ba Lan: "trzeci nhất"), mặc dù tên chính thức của nó là 'Cầu Thước Hòa nhã nhất chúng tôi, Tsar Nicholas II ' (Warszawa sau đó là một phần của Đế quốc Nga, sau Phân chia Ba Lan thế kỷ 18). Sau khi Ba Lan giành lại độc lập vào năm 1918, cây cầu được đổi tên theo tên Hoàng tử Józef Poniatowski và có được một biệt danh mới - " Poniatoszczak " - nó vẫn được sử dụng cho đến ngày nay. 

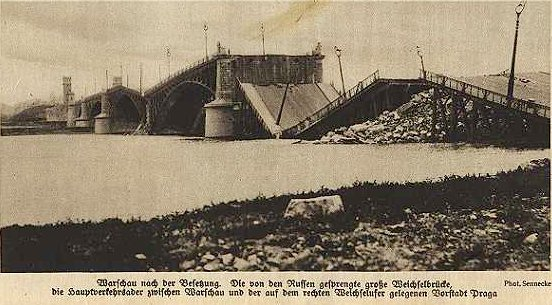
Cầu Poniatowski sau khi bị Quân đội Nga thổi bay vào năm 1915.

Cầu Poniatowski trong trận hỏa hoạn năm 1915 (ngay sau khi được xây dựng lại sau khi bị nổ tung).

Cây cầu chịu nhiều tổn hại trong Thế chiến. Trong Chiến tranh thế giới thứ nhất, năm 1915, quân đội Nga trên đường rút lui, đã thổi bay bốn trong số các nhịp để làm chậm chân quân Đức truy đuổi. Cây cầu được người Đức vội vã xây dựng lại chỉ để thiêu rụi trong một vụ tai nạn ngay sau đó. Sau chiến tranh, công trình này được chính phủ mới của Ba Lan xây dựng lại trong suốt 5 năm, từ 1921 đến 1926. Trong cuộc đảo chính tháng Năm, cây cầu là nơi gặp gỡ của Tổng thống Ba Lan, Stanisław Wojciechowski, và người lãnh đạo cuộc đảo chính, Thống chế Ba Lan Józef Piłsudski. Trong Chiến tranh thế giới thứ hai, cây cầu đã bị quân đội Đức phá hủy trong cuộc nổi dậy Warszawa, vào ngày 13 tháng 9 năm 1944. Tất cả các nhịp đều bị lật đổ, và chỉ những trụ thấp hơn còn sót lại.
Các kế hoạch hậu chiến đầu tiên của chính phủ Ba Lan (Cộng sản) mới bao gồm tu sửa tạm thời các trụ cột còn sót lại bằng gỗ, nhưng công việc vội vã khiến cây cầu lại sụp đổ. Được khôi phục lại trên các trụ cột mới, cây cầu được mở lại một lần nữa vào ngày 22 tháng 7 năm 1946 bởi Bolesław Bierut. Tuy nhiên, cho đến nay, cây cầu tuy được mở cửa trở lại những đã mất đi vẻ huy hoàng trước chiến tranh của nó. Vì quỹ tài chính hạn chế dẫn đến không có đủ nguồn lực để khôi phục các đặc tính kiến trúc trang trí phục hưng của Ba Lan, như lan can làm bằng tay hoặc ghế đá. Một số băng ghế cũ trước chiến tranh, cũng như một trong những nhịp cầu cũ, có thể được nhìn thấy dưới nước gần cây cầu khi thủy triều xuống. 

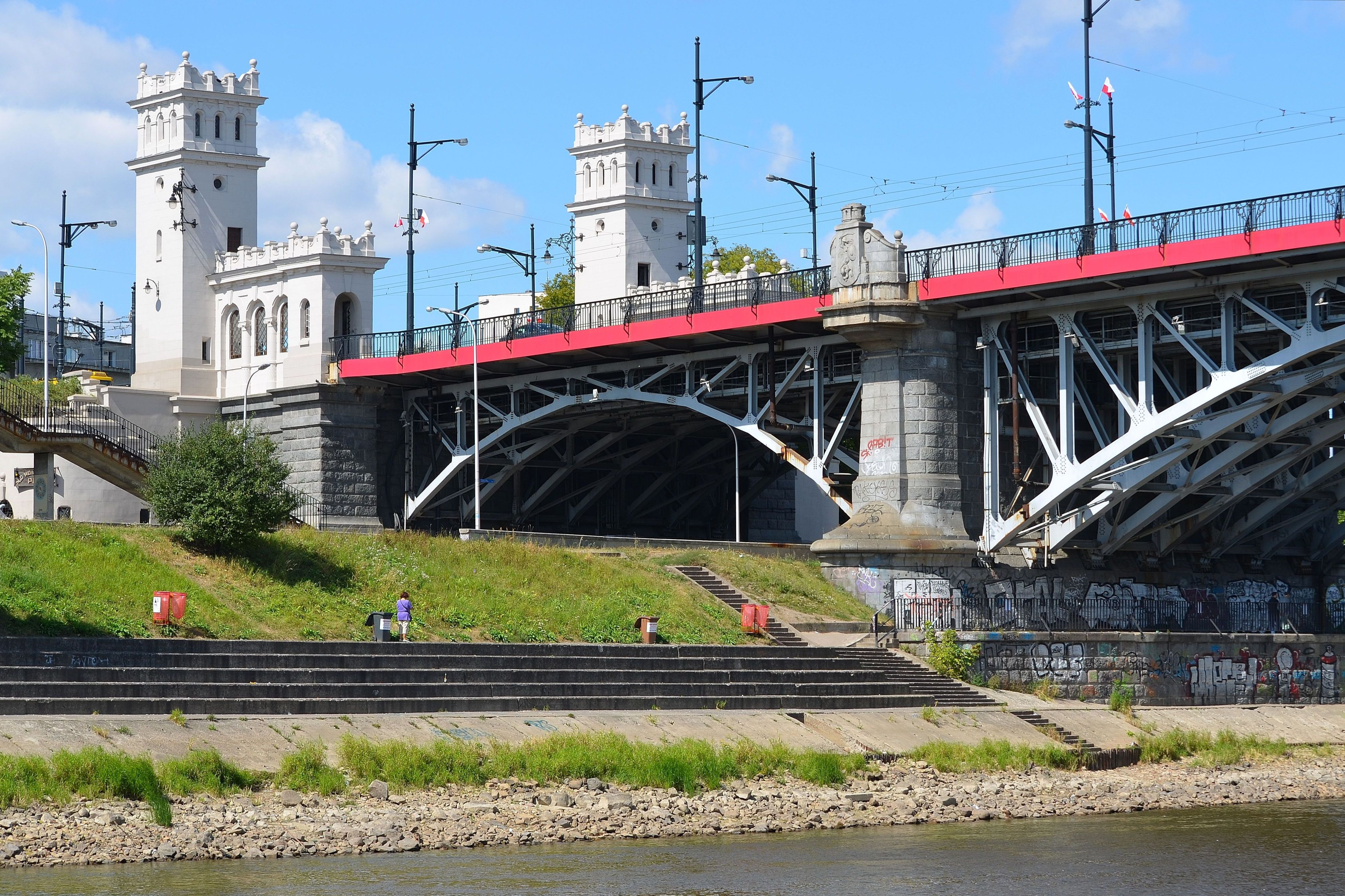
Cải tạo các tháp nhỏ vào năm 2013.

Giữa năm 1963 và 1966, cây cầu được mở rộng, một đường xe đẩy được tách ra khỏi đường xe lửa. Cây cầu được nối với đường cao tốc Wisłostrada ở bờ trái của sông Vistula bằng một đoạn đường dốc dài uốn lượn khiến người ta dễ liên tưởng đến hình vỏ ốc. Trong một lần sửa chữa và mở rộng khác vào năm 1985-1990, khi những con đường ở bờ phải (Praga) được mở rộng, một cây cầu tạm (cầu Syrena) đã được dựng lên (nó được sử dụng cho đến khi được thay thế bằng cầu Świętokrzyski vào năm 2000).
Năm 2004, một dự án trang hoàng cây cầu đã được khởi công. Đến năm 2005, các tòa tháp nhỏ và bốn nhịp đầu tiên đã được xây dựng lại. Đường ray xe điện được hiện đại hóa và xây dựng lại vào năm 2007.

## Bộ sưu tập ảnh

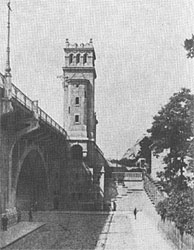
Cầu cạn và tháp nhỏ - phía bắc, 1914
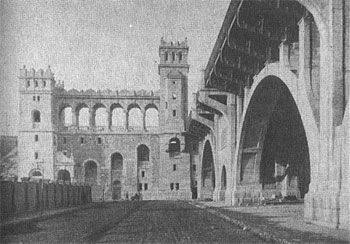
Cầu cạn và tháp nhỏ - phía nam, 1914
Cây cầu trước Thế chiến thứ nhất, 1914.Cây cầu trước Thế chiến thứ nhất, 1914.
Cây cầu trước Thế chiến thứ nhất, 1914.Cây cầu trước Thế chiến thứ nhất, 1914.
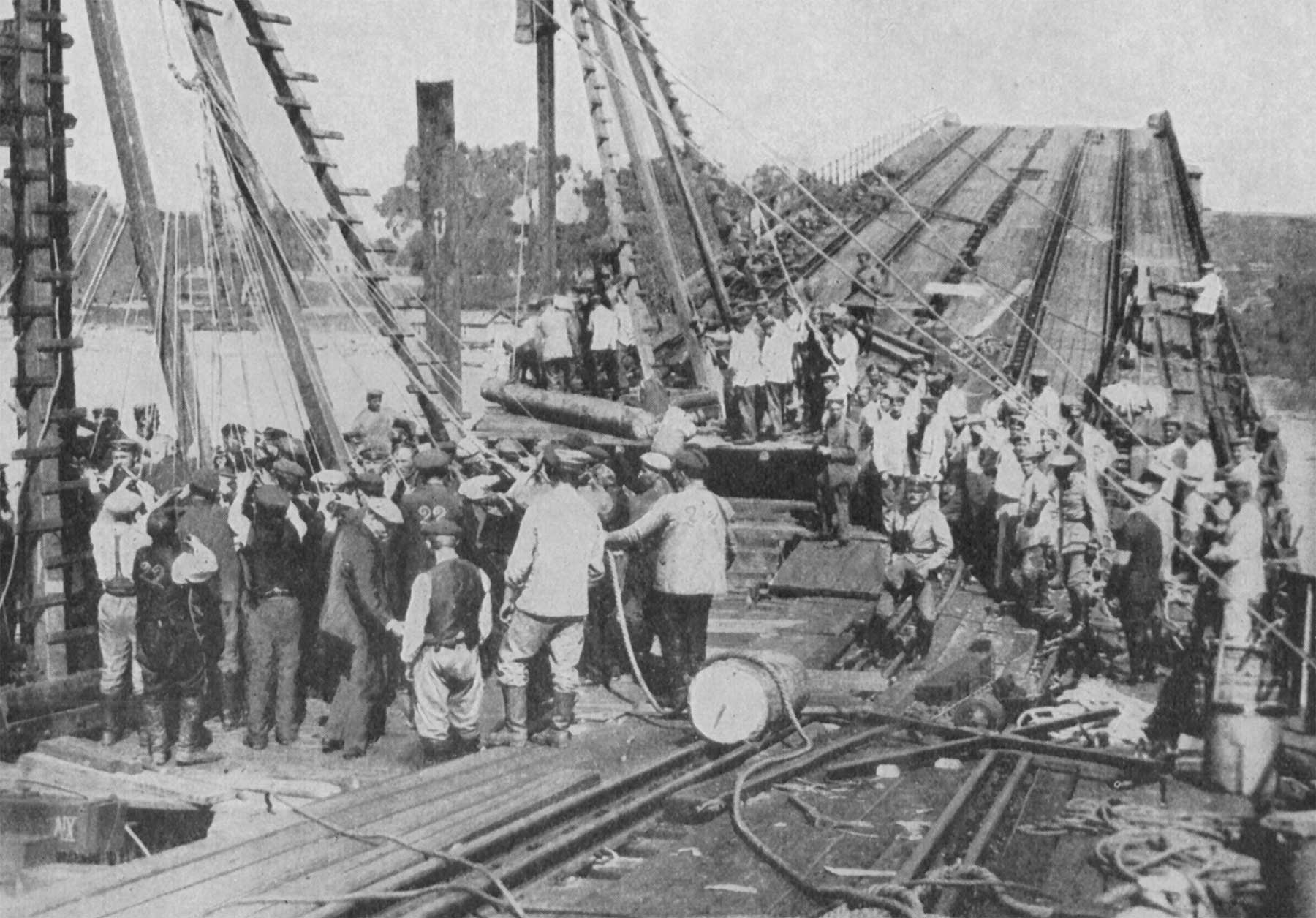
Cầu được xây dựng lại ngay trước trận hỏa hoạn năm 1915
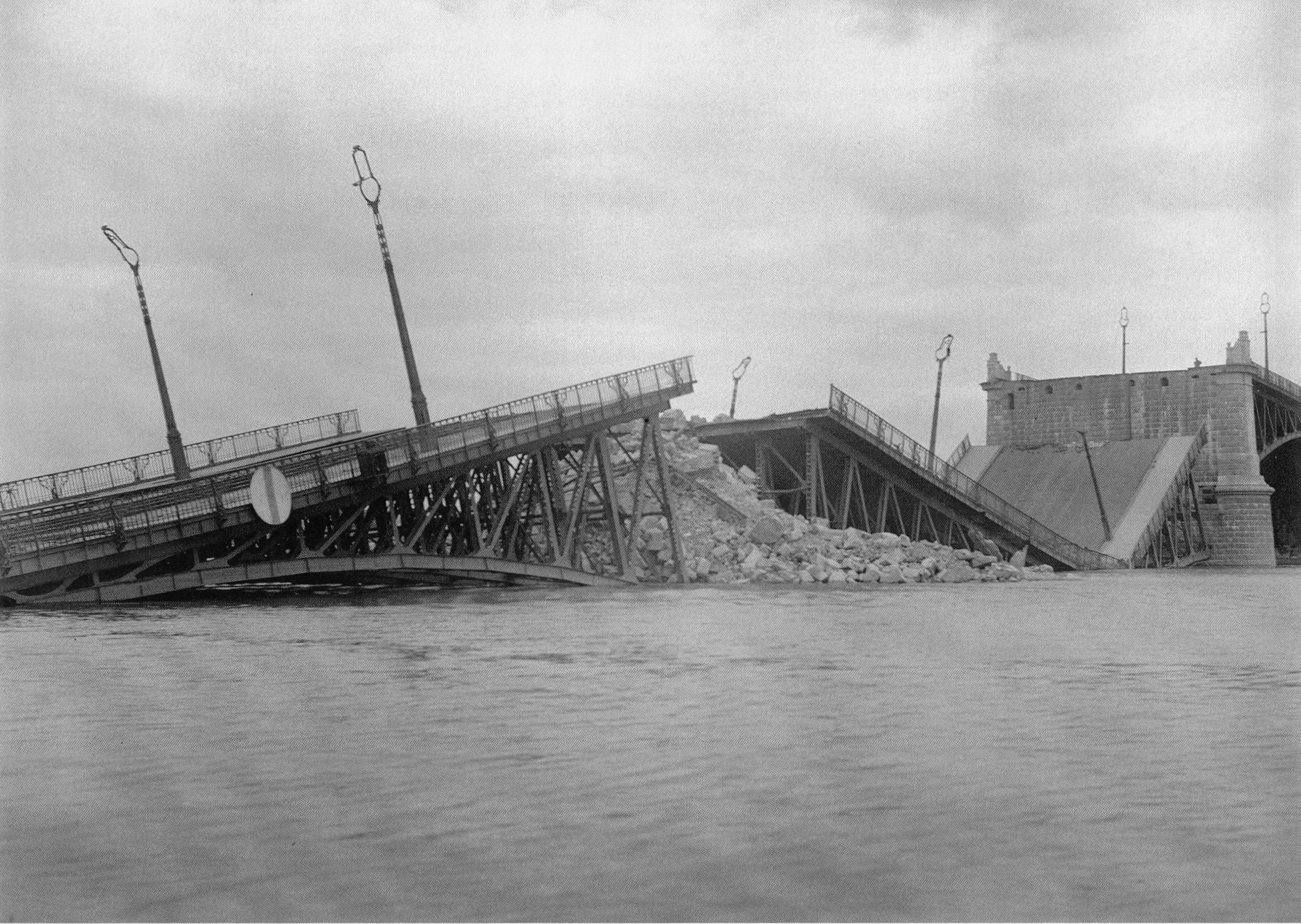
Cầu Poniatowski sau khi bị Quân đội Nga thổi bay vào năm 1915
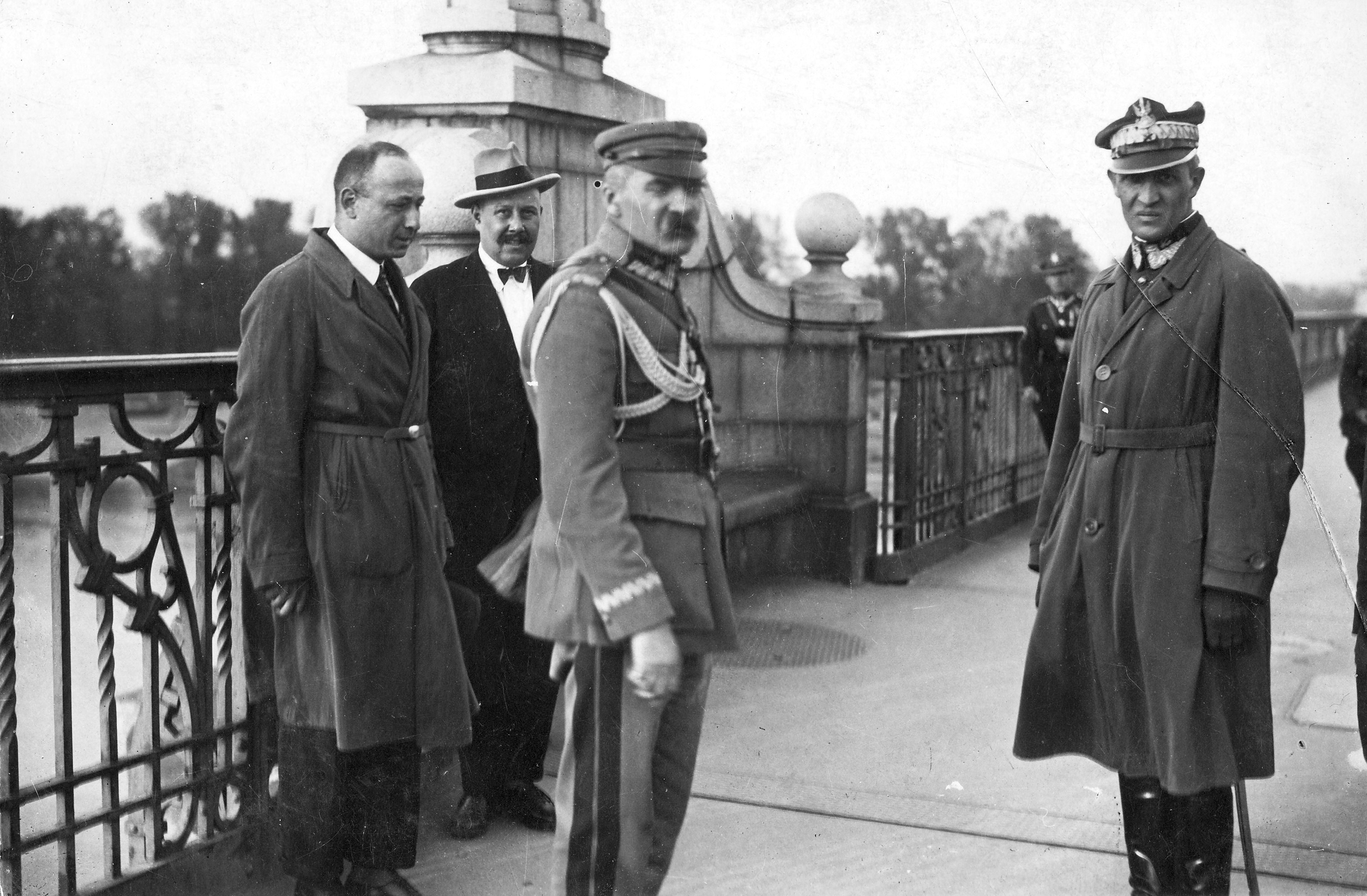
Marshall Józef Piłsudski trên cầu Poniatowski, 1926.
Cây cầu trong thời kỳ giữa 2 cuộc chiến tranh (1936 hoặc sớm hơn).Cây cầu trong thời kỳ giữa 2 cuộc chiến tranh (1936 hoặc sớm hơn).
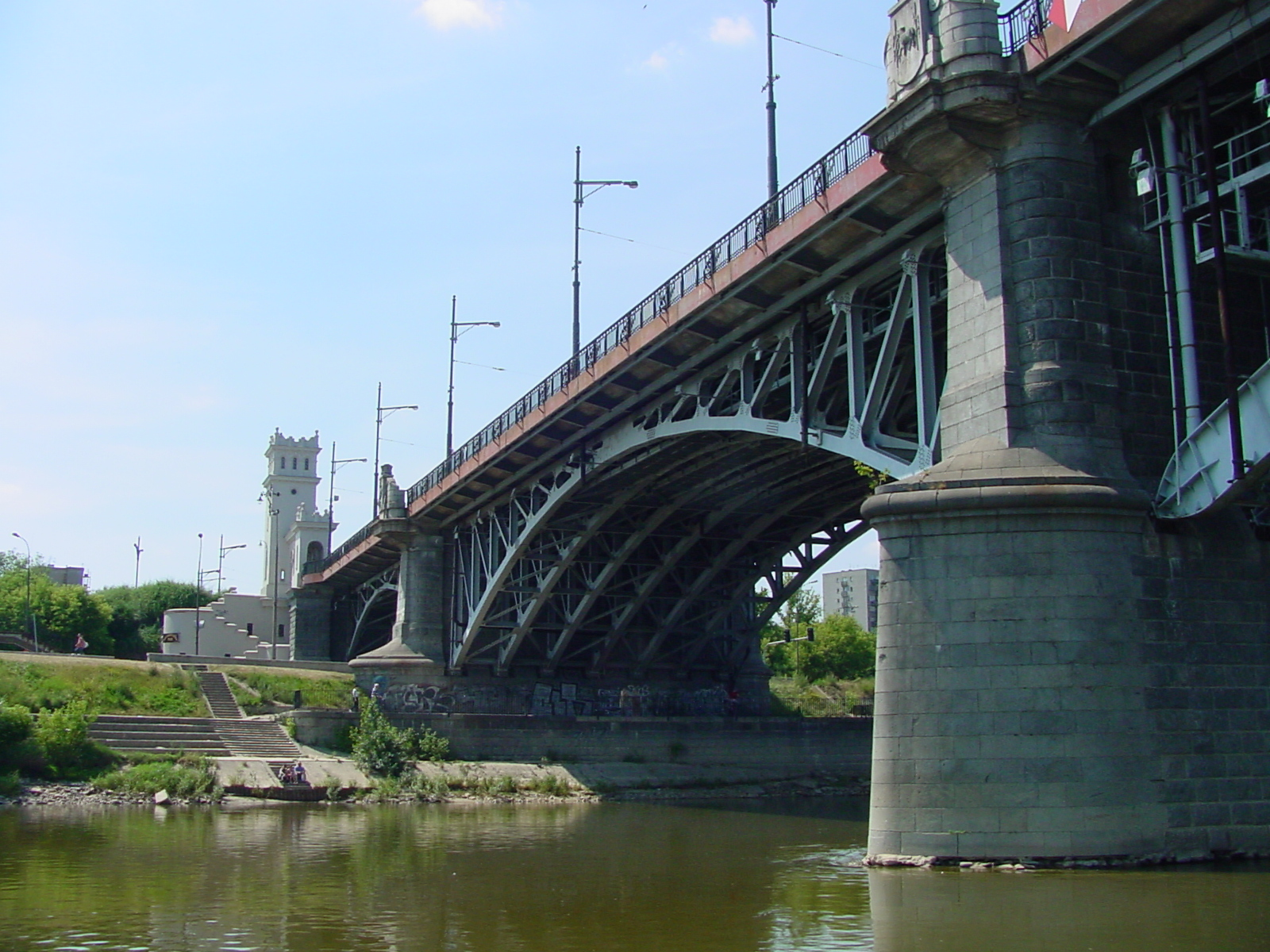
Cầu Poniatowski - từ bên dưới.
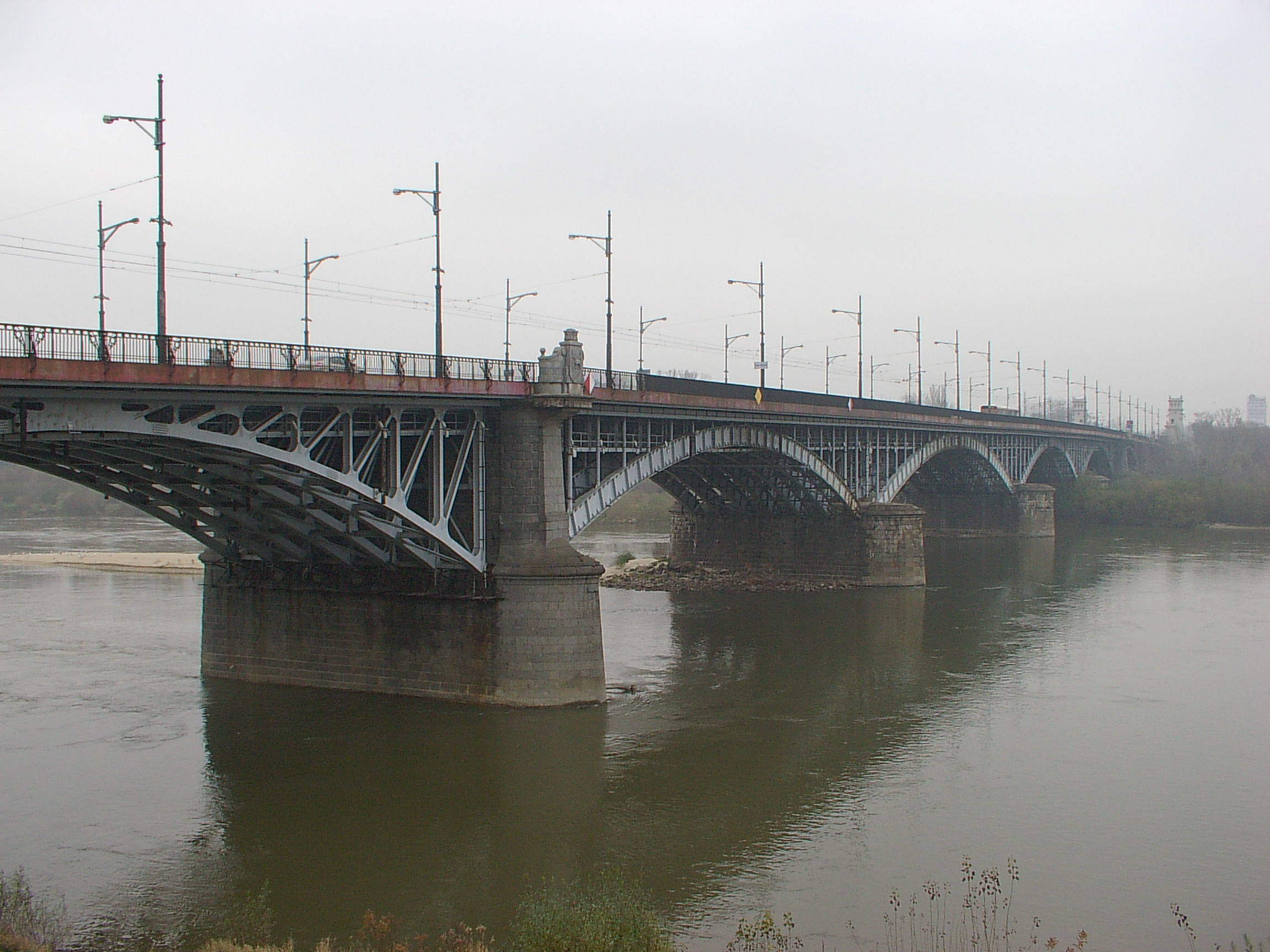
Cầu Poniatowski - từ dòng sông.